# KENPOKU ART 2016 茨城県北芸術祭
KENPOKU ART 2016 茨城県北芸術祭（ケンポク アート 2016 いばらきけんぽくげいじゅつさい）は茨城県北芸術祭の第1回目。

## 概要
テーマ
海か、山か、芸術か？
会期
2016年9月17日から11月20日(65日間)
開催市町
北茨城市、高萩市、日立市、常陸太田市、常陸大宮市、久慈郡大子町
主催
茨城県北芸術祭実行委員会（会長は茨城県知事の橋本昌）
ディレクターチーム
総合ディレクター 南條史生
キュレーター 四方幸子
キュレーター 金澤韻
クリエイティブディレクター 谷川じゅんじ
コミュニケーションディレクター 林千晶
オフィシャルデザイナー 岡本健
ジェネラルマネージャー 桑原康介
アーティスト数
85組（22の国と地域）
作品数
109件
茨城県北芸術祭の第1回目となる「KENPOKU ART 2016 茨城県北芸術祭」の来場者数は当初目的の30万人を大きく上回り776,481人となり、その経済波及効果は35.33億円と試算された。併せて、茨城県のイメージアップにも繋がる社会効果があったと報告されている。一方で、開催会場から離れた地域には集客効果が及ばなかった事や、広報の仕方や交通手段の確保等に課題を残した、ともされている。
参加アーティストは国際的に活躍しているアーティストを招聘した他、一般公募による選出、芸術祭参加アーティストを選出するために実施したハッカソン「KENPOKU Art Hack Day 2015」からの選出、及び他のハッカソンやアワードである「3331α Art Hack Day 2015」、「CREATIVE HACK AWARD 2015」、 「Bio Art Hackathon 2015」からも選出している。

## 作品
以下、作品名・作品番号・アーティスト名・展示場所の順に記述。

### 日立市会場
朝日立つ浜の産土神の御座（あさひたつはまのうぶすながみのみざ）
A-01
國安孝昌
小貝ケ浜緑地 北緯36度39分24.4秒 東経140度42分34.4秒 / 北緯36.656778度 東経140.709556度
國安が独力で作り上げた丸太、陶ブロック、スチールパイプからなる作品で、海エリアには本作を置き、これと対になる作品『常陸のおお田守る竜神』を山エリアの常陸太田市に置いた。
うつろ舟ミニ博物館
A-02
ヴェンザ・クリスト（Vincensius‘Venzha’CHRISTIAWAN）
小貝ケ浜緑地の旧美容院 北緯36度39分26.6秒 東経140度42分36.2秒 / 北緯36.657389度 東経140.710056度
江戸時代に常陸国に現れた虚舟をテーマにした作品。
やどかりに「やど」をわたしてみる -Border-
A-03
AKI INOMATA
うのしまヴィラ ゆずりは北緯36度37分00.9秒 東経140度40分52.5秒 / 北緯36.616917度 東経140.681250度
3Dプリンターで出力したプラスチック製の貝殻とそれを背負うヤドカリを9ケース展示した。貝殻には各々、中国の天壇の祈年殿、東京のスカイツリーと高層ビル群、ニューヨークの摩天楼、タイ王国のバンコクのワット・アルンラーチャワラーラームなど世界各地の代表的な建築物の形が入っている。
回廊の中で：この場所のための4つの虹 - KENPOKU ART 2016のために
A-04
ダニエル・ビュレン（Daniel BUREN）
日立駅 北緯36度35分27.7秒 東経140度39分44.0秒 / 北緯36.591028度 東経140.662222度
風景幻灯機
A-05
村上史明
日立駅
村上は一般公募により選ばれたアーティスト。『風景幻灯機』は望遠鏡のような展示物で覗き見た光景に『常陸国風土記』の大男「ダイダラボッチ」などが現れる作品で、同様の作品が常陸大宮市の旧美和中学校にも展示されている。
クリスタルパレス：万原子力発電国産業製作品大博覧会
A-06
米谷健+ジュリア
日立シビックセンターの地階 北緯36度35分24.9秒 東経140度39分34.3秒 / 北緯36.590250度 東経140.659528度
世界の原子力発電状況をウランガラスで作ったシャンデリアで表現した作品。
3つの願い
A-06
米谷健+ジュリア
日立シビックセンターの地階
日立電輪塔
A-07
和田永
日立シビックセンターのロビー
グロース：テンドリル
A-08
河口洋一郎
日立シビックセンターの天球劇場（プラネタリウム）
ハイドロダイナミック：フィッコ（FICCO)
A-08
河口洋一郎
日立シビックセンターの天球劇場
Solitarium
A-09
榊原澄人
日立シビックセンターの天球劇場
velvet order（柔らかい秩序）2016 summer night
A-10
木本圭子
日立シビックセンターの天球劇場
ノアのバス
A-11
テア・マキパー（Tea MÄKIPÄÄ）
日立シビックセンター屋外
日立電鉄のバスを、車内に草木が生い茂り、ウサギ、カメなどの生き物が暮らす空間にした作品。日立市かみね動物園、茨城県造園建築業協会の協力を得て制作された。
日立工場の建物間の何もない場所で、私は未開人と飢饉や戦争の犠牲者たちを織り込んだ詩を読む
A-12
ティファニー・チュン（Tiffany CHUNG）
日立市郷土博物館 北緯36度36分21.6秒 東経140度39分25.8秒 / 北緯36.606000度 東経140.657167度
フィールド・クリスタル
A-13
イアン・ カルロ・ハウシャン（Ian Carlo JAUCIAN）
日立市郷土博物館
御岩山雲龍図
A-14
岡村美紀
御岩神社 北緯36度38分09.9秒 東経140度35分08.0秒 / 北緯36.636083度 東経140.585556度
御岩神社の境内社の一つの斎神社に描かれた竜の天井画で恒久設置されている。
杜の蜃気楼
A-15
森山茜
御岩神社
Playable Sculpture（遊べる彫刻）
A-16
タクシナー・ピピトゥクル（Tuksina PIPITKUL）
日鉱記念館 北緯36度37分55.0秒 東経140度36分03.0秒 / 北緯36.631944度 東経140.600833度
スマイリー・バッグ・ポートレート
A-17
青崎伸孝
常陸多賀駅前商店街の多賀パルコ 北緯36度33分13.7秒 東経140度37分48.9秒 / 北緯36.553806度 東経140.630250度
スマイルマークが描かれたレジ袋に訪れた人の似顔絵を描いて行くプロジェクトで、青崎は会場となった6市町で似顔絵を描くパフォーマンスを行った。
看板屋なかざき
A-18
中崎透
常陸多賀駅前商店街の多賀パルコ
エレクトロニコス・ファンタスティコス！in 日立
A-19
和田永
常陸多賀駅前商店街の多賀パルコ
ブラウン管テレビや扇風機などの家電を電子楽器化した作品。和田は地元サポーターと共に、これを使ってのコンサートチーム「NICOS LAB in HITACHI」を結成し、11月19日に「エレクトロニコス・ファンタスティコス！～日立通電篇～」を開催した。
ニット・インベーダー in 常陸多賀
A-20
力石咲
常陸多賀駅前商店街の旧銀行 北緯36度33分14.3秒 東経140度37分48.2秒 / 北緯36.553972度 東経140.630056度
街の至るところをニット編みで包んでしまおう、とするプロジェクト。力石がニットに選んだ色である、市民の多くが常陸多賀をイメージする色と答え、地元の雇用・経済に密接に関わっている日立製作所のイメージカラーでもあるオレンジが芸術祭会期中の常陸多賀駅前をインベージョン（侵略）した。
ポリプラネットカンパニー
A-21
藤浩志
常陸多賀駅前商店街の旧銀行
山のまぼろし
A-22
松本美枝子
常陸多賀駅前商店街の旧銀行
A Wonder Lasts but Nine Days ―友子の噂―
A-23
加藤増田齋藤岩沢（KMSI）
常陸多賀駅前商店街の花金ビル 北緯36度33分15.8秒 東経140度37分48.3秒 / 北緯36.554389度 東経140.630083度
日立鉱山等の近代日本の鉱山にあった「山中友子」という鉱夫達の互助組織に着想を得た作品。加藤増田齋藤岩沢（KMSI）はハッカソンでKENPOKU ART 2016への参加アーティストを選出する「KENPOKU Art Hack Day」で選出されたKanako Saito、岩沢卓、増田拓哉、加藤誠洋ら4名のユニットである。
この先、記憶の十字交差あり。
A-24
松井靖果
常陸多賀駅前商店街の花金ビル
松井は日立市出身で一般公募により選ばれたアーティスト。
ヒタチタガ・コンクリート・マンガ・ベンチ・コレクション
A-25
山本美希
常陸多賀駅前商店街のバス停各所

### 高萩市会場
紅毛先生の驚異の部屋
B-01
サンドリーヌ・ルケ（Sandrine LLOUQUET）
穂積家住宅 北緯36度44分18.2秒 東経140度41分35.8秒 / 北緯36.738389度 東経140.693278度
天を仰ぎ   地に立つ   者として
B-02
上野雄次
穂積家住宅
pearl blueの襞 ―空へ・ソラから―
B-03
伊藤公象
穂積家住宅
ウェブ・オブ・ライフ
B-04
デビー・ハン（Debbie HAN）
穂積家住宅
落ちてきた空
B-05
イリヤ＆エミリア・カバコフ（Ilya & Emilia KABAKOV）
高戸海岸（前浜）北緯36度43分01.3秒 東経140度43分34.1秒 / 北緯36.717028度 東経140.726139度
テトラパッド
B-06
ニティパク・サムセン（Nitipak SAMSEN）
高戸海岸（前浜）
ソウル・シェルター
B-07
スッシリー・プイオック（Sudsiri PUI-OCK）
高戸海岸（小浜） 北緯36度43分14.9秒 東経140度43分40.1秒 / 北緯36.720806度 東経140.727806度
日本の渚百選に選ばれている高戸小浜海岸に置かれた彫刻作品。

### 北茨城市会場
チームラボ 小さき無限に咲く花の、かそけき今を思うなりけり
C-01
チームラボ
茨城県天心記念五浦美術館 北緯36度50分22.2秒 東経140度47分58.0秒 / 北緯36.839500度 東経140.799444度
展覧会名『チームラボ 小さき無限に咲く花の、かそけき今を思うなりけり』として以下のデジタルアート作品を出展した。
- 小さきものの中にある無限の宇宙に咲く花々
- 境界のない群蝶
- 増殖する生命II -A Whole Year per Hour,Dark
- まほろば
- Nirvana
- 世界はこんなにもやさしく、うつくしい
※この作品は書道家の紫舟との共作
- 生命は生命の力で生きている
- 空書 円相、無限相

ケノプシア（人のいない空間）
C-02
ミトゥ・セン（Mithu SEN）
茨城県天心記念五浦美術館
ミトゥ・センの「ケノプシア（人のいない空間）」は茨城県天心記念五浦美術館と旧北茨城市立富士ケ丘小学校の2箇所で展示され、天心記念五浦美術館ではインドの子供を描いたドローイング350点が展示された。この作品達は芸術祭会期最終盤期間に、「養子縁組」という名で希望者に無償で譲渡された。
Love Me
作品番号無し
チェ・ジョンファ（CHOI Jeong Hwa）
茨城県天心記念五浦美術館
10月30日より公開
雑草
C-03
須田悦弘
六角堂（茨城大学五浦美術文化研究所）北緯36度50分0.30秒 東経140度48分12.0秒 / 北緯36.8334167度 東経140.803333度
Artificial Rock No.109
C-04
ジャン・ワン （Zhan WANG）
茨城大学五浦美術文化研究所内の岡倉天心邸庭 北緯36度50分00.6秒 東経140度48分11.1秒 / 北緯36.833500度 東経140.803083度岡倉天心邸庭)
物々交換プロジェクト
C-05
柚木恵介
旧北茨城市立富士ケ丘小学校 北緯36度51分21.5秒 東経140度43分39.7秒 / 北緯36.855972度 東経140.727694度
柚木は一般公募により選ばれたアーティスト。彼は自作のリヤカーを引き県北6市町を7月から2ヶ月間巡り、出会った人とわらしべ長者のように物を交換し、その記録を作品とした。
HIBINO HOSPITAL（日比野美術研究室付属病院放送部）
C-06
日比野克彦
旧北茨城市立富士ケ丘小学校
ケノプシア（人のいない空間）
C-07
ミトゥ・セン （Mithu SEN）
旧北茨城市立富士ケ丘小学校
今ここにある宙（そら）
C-08
林剛人丸
旧北茨城市立富士ケ丘小学校
林は一般公募により選ばれたアーティスト。暗くした体育館に青空が投影された飛行船型の作品を浮かべた。会期中、参加者達が体育館に泊まり学校生活の思い出を語り合うワークショップも開催された。
Untitled (kenpoku)
C-09
ピーター・フェルメーシュ （Pieter VERMEERSCH）
ラジコンポート 北緯36度46分56.6秒 東経140度39分28.9秒 / 北緯36.782389度 東経140.658028度

### 常陸太田市会場
山海魚 LOVE
D-01
チェ・ジョンファ（CHOI Jeong Hwa）
竜神大吊橋 北緯36度41分07.1秒 東経140度27分53.2秒 / 北緯36.685306度 東経140.464778度
10月15日より公開
庭にて ― 風と森 I
D-02
増田聡子
ふるさとセンター 竜っちゃん乃湯 北緯36度40分56.6秒 東経140度28分27.2秒 / 北緯36.682389度 東経140.474222度
「ART ZOO」：サファリパークプロジェクト in 常陸太田
D-03
井上信太
水府地区 松平町休耕地付近 北緯36度35分28.1秒 東経140度29分45.0秒 / 北緯36.591139度 東経140.495833度
ケアとコントロールのための容器
D-04
オロン＆イオナ＆マイク （Oron & Ionat & Mike）
旧常陸太田市自然休養村管理センター 北緯36度33分49.4秒 東経140度30分52.6秒 / 北緯36.563722度 東経140.514611度
旧展示室
D-05
石田尚志
旧常陸太田市自然休養村管理センター
aPrayer まだ見ぬ つくられしものたちの慰霊
D-06
岩崎秀雄+metaPhorest
旧常陸太田市自然休養村管理センター
微生物や人工細胞の生命性を「慰霊」をキーワードに、研究道具、スライドなどの展示や研究者や地元の発酵・醸造産業に携わる者へのインタビュー映像の上映で鑑賞者に問いかけた作品。「エープレイヤー」と発音する作品名中の「aPrayer」とは岩崎らの造語で、artificial（人工的な）、alternative（ありうる別の）、aesthetic（美学的な）prayer（祈り、慰霊）に由来している。プロジェクトでは微生物・人工生命・人工細胞の慰霊碑を製作し、市内の元酒蔵の金波寒月・折橋コミュニティスペースに恒久設置した。
空白のプロジェクト#3 – 大宇宙（うちゅう）の片隅
D-07
三原聡一郎
旧常陸太田市自然休養村管理センター
ヴァイド・インフラ
D-08
ヴァイド・インフラ
旧常陸太田市自然休養村管理センター
ヴァイド・インフラは吉岡裕記、金岡大輝、砂山タイチ、御幸朋寿、三桶シモン、加藤昌和、高岸寛をメンバーとしたハッカソンでKENPOKU ART 2016への参加アーティストを選出する「KENPOKU Art Hack Day」で選出されたチームである。茨城県北地域の特産品である納豆由来の樹脂を素材に3Dプリンタで構造物を作る取り組みを披露した。
折り紙ミューテーション
D-09
BCL
旧常陸太田市自然休養村管理センター
BCLは「Bio Art Hackathon」から選出されたゲオアグ・トレメルと福原志保を中心にしたアーティスティックリサーチ・フレームワーク。「DNA折り紙」を入れ込んだ和紙で折った折り鶴という二重の意味を持つ作品を披露した。大子町会場でもBCLは作品を出展している。
常陸のおお田守る竜神
D-10
國安孝昌
常陸太田市民交流センターパルティホール 北緯36度32分42.8秒 東経140度31分31.2秒 / 北緯36.545222度 東経140.525333度
常陸太田市の守り神として「竜」をイメージして作られた高さ16メートルにもなる巨大な作品。本作と対になる作品『朝日立つ浜の産土神の御座（あさひたつはまのうぶすながみのみざ）』を海エリアの日立市に置いた。
イ / バ / ラ / キ
D-11
ニパン・オラニウェー（Nipan ORANNIWESNA）
常陸太田市郷土資料館梅津会館 北緯36度32分24.9秒 東経140度31分20.9秒 / 北緯36.540250度 東経140.522472度
常陸佐竹市
D-12
深澤孝史
常陸太田市郷土資料館梅津会館
深澤は一般公募により選ばれたアーティストで、1602年に秋田へ転封されるまで、この地を治めていた佐竹氏にちなみ、「常陸佐竹市」という仮想の市を立ち上げ、作品とした。会期中には梅津会館を市庁舎として、館内で佐竹氏所縁の品や、現代において佐竹氏の精神を受け継ぐ人びとを紹介する展示や、市歌制作、市の祭や市長選の実施等のイベントが行われた。
サインズ オブ メモリー2016：鯨ケ丘のピンクの窓
D-13
原高史
鯨ヶ丘商店街の様々な建物の窓
リビングルーム鯨ケ丘
D-14
北澤潤
鯨ヶ丘商店街の旧コウワ 北緯36度32分25.1秒 東経140度31分24.9秒 / 北緯36.540306度 東経140.523583度
Life Stripe
D-15
SPREAD
鯨ヶ丘商店街の旧フランス料理店 北緯36度32分27.1秒 東経140度31分21.8秒 / 北緯36.540861度 東経140.522722度
STAR.b
D-16
内海聖史
道の駅ひたちおおた 北緯36度30分39.0秒 東経140度31分32.2秒 / 北緯36.510833度 東経140.525611度

### 常陸大宮市会場
Sound TapBoard
E-01
Sound of TapBoard
旧常陸大宮市立美和中学校 北緯36度39分56.4秒 東経140度18分21.8秒 / 北緯36.665667度 東経140.306056度
Sound of TapBoardはアートハッカソンイベントの「3331α Art Hack Day 2015」から選出された、タップダンサーの米澤一平の他、佐藤ねじ、水落大、池澤あやか、からなるチームで「3331α Art Hack Day 2015」でプロダクト・サービス部門グランプリとなった作品の最新版を披露した。
コロイドディスプレイ
E-02
落合陽一
旧常陸大宮市立美和中学校
落合は、「CREATIVE HACK AWARD」から選出されたアーティスト。『コロイドディスプレイ』はシャボンで出来た薄膜ディスプレイに蝶を映し出した作品。
モナドロジー
E-02
落合陽一
旧常陸大宮市立美和中学校
暗室の中で輝く単光源に照らされたシャボン玉の作品。
幽体の囁き
E-02
落合陽一
旧常陸大宮市立美和中学校
校庭に並べた椅子・机の周辺にだけ空間音響技術を用いて人の気配感を作り出した作品。
KYO-ZO
E-03
津田翔平
旧常陸大宮市立美和中学校
Achromatic World -いろのないせかい-
E-04
CALAR.ink
旧常陸大宮市立美和中学校
アートハッカソンイベントの「3331α Art Hack Day 2015」から選出された、チアキコハラを中心とした只石快歩、坪倉輝明、瓜田裕也、衛藤慧の5名からなるアーティスト集団CALAR.ink（カラードットインク）の作品で、「3331α Art Hack Day 2015」でアート部門最優秀賞を受賞した「運命的アクシデント」の最新版を披露した。会場となった旧音楽室で会期中数回行われたライブペインティングパフォーマンスでは鑑賞者も登場者になって、その行動により光、音など様々な仕掛けが動く双方向な物語が展開された。
だいちの星座 ―いばらきけんぽく座―
E-05
鈴木浩之+大木真人
旧常陸大宮市立美和中学校
鈴木と大木は一般公募により選ばれたアーティストで、JAXAの地球観測衛星「だいち2号」からの撮影画像を使って地上に星座の絵を作り出すプロジェクトを行った。8月11日に6市町の各地に反射器等が配置され撮影が行われ、「いばらきけんぽく座」が描かれた。展示会場ではプロジェクトの映像や撮影に使われた反射器等が展示された。
茨城インベントリウム
E-06
イザベル・デジュー（Isabelle DESJEUX）
旧常陸大宮市立美和中学校
GREAT TEACHER
E-07
magma
旧常陸大宮市立美和中学校
magmaは杉山純、宮澤謙一によるユニットで、『GREAT TEACHER』、『WOODSTOCK』の他、美和中学校内に数点のオブジェを配置した。『GREAT TEACHER』では、旧校長室に巨大なロボット先生のようなものを出現させた。
WOODSTOCK
E-07
magma
旧常陸大宮市立美和中学校
元々美和中学校にあった木を天井や壁にふんだんに取り入れた教室をmagmaは木の家具やオブジェを配置した休憩スペースに仕立てた。会期中、常陸大宮市内のカフェがこのスペースに期間限定の出店をしてパンや飲み物を販売した。
風景幻灯機
E-08
村上史明
旧常陸大宮市立美和中学校
村上は一般公募により選ばれたアーティスト。『風景幻灯機』は望遠鏡のような物体で覗き見た光景に『常陸国風土記』の大男「ダイダラボッチ」などが現れる作品で、同様の作品が日立駅にも展示されている。
Fly Me to the Earth
E-08
村上史明
旧常陸大宮市立美和中学校
『爆弾にリボン』の教室
E-09
山本美希
旧常陸大宮市立美和中学校
山本の漫画『爆弾にリボン』の絵の展示。
ブラックフィールド
E-10
ザドック・ベン＝デイヴィッド（Zadok BEN-DAVID）
旧家和楽青少年の家 北緯36度39分37.4秒 東経140度23分22.8秒 / 北緯36.660389度 東経140.389667度
No.85
E-11
ワン・テユ（WANG Te-Yu）
旧家和楽青少年の家
イレギュラー・テトラヘドロン
E-12
タワッシャイ・プンサワッ（Tawatchai PUNTUSAWASDI）
旧家和楽青少年の家
反芻ー久慈川にて／The Sun Returning
E-13
マシュー・ジェンセン （Matthew JENSEN）
旧家和楽青少年の家
川床／寄り添う人々
E-14
塩谷良太
道の駅常陸大宮かわプラザ 北緯36度35分50.4秒 東経140度24分37.2秒 / 北緯36.597333度 東経140.410333度
ジョイ・センターの客
E-15
ミヒャエル・ボイトラー（Michael BEUTLER
常陸大宮市石沢地区の空き店舗である旧ゲームセンター 北緯36度32分19.8秒 東経140度24分43.0秒 / 北緯36.538833度 東経140.411944度
森の記憶
E-16
レ＝トゥア・ティエン （LE Thua Tien）
常陸大宮市石沢地区の空き店舗である旧衣料品店 北緯36度32分19.3秒 東経140度24分45.2秒 / 北緯36.538694度 東経140.412556度
moon satellite
E-17
内海聖史
石沢地区の空き店舗である旧衣料品店

### 大子町会場
藝大子アートプロジェクト 2016
F-01、F-02、F-17
東京藝術大学、シラパコーン大学、ベトナム美術大学の学生・教員
奥久慈茶の里公園北緯36度49分36.8秒 東経140度16分51.8秒 / 北緯36.826889度 東経140.281056度
奥久慈茶の里公園の和紙人形美術館 北緯36度49分38.3秒 東経140度16分49.2秒 / 北緯36.827306度 東経140.280333度
旧大子町立初原小学校（現 初原ぼっちの学校）北緯36度48分47.7秒 東経140度18分29.6秒 / 北緯36.813250度 東経140.308222度
常陸大子駅前商店街
- 大子町文化福祉会館「まいん」 北緯36度46分15.2秒 東経140度21分07.4秒 / 北緯36.770889度 東経140.352056度
- 街かど美術館 北緯36度46分16.9秒 東経140度21分18.9秒 / 北緯36.771361度 東経140.355250度
- daigo cafe 北緯36度46分16.9秒 東経140度21分13.9秒 / 北緯36.771361度 東経140.353861度
- シェアオフィス 大子フロント（旧 森山写真館） 北緯36度46分17.4秒 東経140度21分03.8秒 / 北緯36.771500度 東経140.351056度
- 十二所神社の百段階段  北緯36度46分19.2秒 東経140度21分08.8秒 / 北緯36.772000度 東経140.352444度
- 他、常陸大子駅前商店街の各所

袋田の滝カントリークラブ入口付近 北緯36度47分47.5秒 東経140度19分24.2秒 / 北緯36.796528度 東経140.323389度
『藝大子アートプロジェクト 2016』として東京藝術大学、タイ王国のシラパコーン大学、ベトナム美術大学の学生・教員らが以下の活動を行った。
- 『8days in daigo』2016
東京藝術大学油絵科とシラパコーン大学絵画科メンバーの作品が大子町文化福祉会館「まいん」他の大子駅前商店街の各所に展示された。
- 漆芸交流展 in 大子
大子町の特産である漆にちなみ、東京藝術大学漆芸研究室とベトナム美術大学の学生・教員が漆の作品を奥久慈茶の里公園の和紙人形美術館に展示した他、漆の魅力を伝えるワークショップを行った。
- 大子町の彫刻展
東京藝術大学彫刻科とシラパコーン大学彫刻科メンバーが奥久慈茶の里公園、旧大子町立初原小学校に作品を展示した。また、稲藁でつくる「わらぼっち」のアート作品の公開制作を袋田の滝カントリークラブ入口付近で行った。
- Kindecoプロジェクト
東京藝術大学鋳金、彫金、鍛金の各研究室メンバーが大子町商店街の各所で金工作品を展示した。

記憶装置
F-03
Composit
旧大子町立上岡小学校 北緯36度46分40.4秒 東経140度19分37.3秒 / 北緯36.777889度 東経140.327028度
Compositはニコラ・シャルボニエ、ギオーム・レジェ、ジュリ・プロスト、南條俊輔フランソワ、クリストフ・K・グーセンスからなるアーティスト・ユニット。上岡小学校の思い出の品のシルエットや卒業生達の校歌の歌声などで、学校の記憶を、光を落とした教室で再構築した。
沈黙の教会、あるいは沈黙の境界
F-04
田中信太郎
旧大子町立上岡小学校
講堂に、床に墨汁を湛えた『漆黒の沼』、ステージに黒く光る卵型の『マリアの泪』が置かれた。
日渡の里プロジェクト 40人のクリエイターの40枚のポスター展「里山の人たちの暮らしがそこに在る。」
F-05
茨城デザイン振興協議会
旧大子町立上岡小学校
茨城県デザイン振興協議会は茨城県内のデザイン業者の団体で、大子町の文化・産業をＰＲするプライベートポスター制作プロジェクトの提案により一般公募枠で選ばれた。
嘘つきだった子ども、大子で真実に出会う
F-06
ピウス・シギット・クンチョロー（Pius Sigit KUNCORO）
旧大子町立上岡小学校
Spring
F-07
妹島和世
旧浅川温泉 北緯36度47分20.9秒 東経140度20分21.9秒 / 北緯36.789139度 東経140.339417度
日立市出身の建築家妹島和世が設計を担当した足湯で、落合の「空気のせせらぎ」と共に10月15日から公開された。足湯は直径10メートルの皿のような形状の、鏡面磨きされたアルミ造で、周囲の風景が湯に映り込む効果を生み出している。
空気のせせらぎ
F-07
落合陽一
旧浅川温泉
庭にて ― 風と森 II
F-08
増田聡子
大子温泉保養センター 森林の温泉 北緯36度47分44.0秒 東経140度21分02.9秒 / 北緯36.795556度 東経140.350806度
茶の本
F-09
木下真理子
常陸大子駅前商店街の麗潤館 北緯36度46分15.8秒 東経140度21分14.6秒 / 北緯36.771056度 東経140.354056度
japan?
F-10
secca
常陸大子駅前商店街の麗潤館
Life Record ―生成と生業―
F-11
宮原克人
常陸大子駅前商店街の麗潤館
宮原は一般公募により選ばれたアーティスト。
森の音のゆくえを辿って
F-12
エレナ・トゥタッチコワ（Elena TUTATCHIKOVA）
常陸大子駅前商店街の麗潤館
干渉する浮遊体
F-13
干渉する浮遊体
常陸大子駅前商店街の麗潤館
干渉する浮遊体は吉岡裕記、アビルショウゴ、甲斐桜、さとうひろき、橋本次郎、菱田真史、水落大、柳澤佑磨をメンバーとしたハッカソンでKENPOKU ART 2016への参加アーティストを選出する「KENPOKU Art Hack Day」で選出されたチームである。シャボン玉がすぐに消えずガラスの器の宙に留まり続けるという作品を展示した。シャボン玉が落ちないのは、ガラスの器内にドライアイスで二酸化炭素を溜める事で、二酸化炭素より軽いシャボン玉を浮かせている浮いている仕組みによってである。「干渉する浮遊体」チームはこの作品を2016年の「YouFab Global Creative Awards」にエントリーし、準グランプリ（FIRST PRIZE）を獲得した。
velvet order（柔らかい秩序）2016  autumn sunlight
F-14
木本圭子
常陸大子駅前商店街の麗潤館
折り紙ミューテーション
F-15
BCL
常陸大子駅前商店街の麗潤館
大子 ロスト・アンド・ファウンド
F-16
ソンミン・アン
大子町地域おこし協力隊事務所 北緯36度46分14.8秒 東経140度21分20.0秒 / 北緯36.770778度 東経140.355556度
暗い部屋でピアノの音と共に、地域の人が昔撮影していた日常の映像をブラウン管テレビを通して伝えた作品。ソンミン・アンは2010年度アーカスプロジェクトに招聘されたアーティストである。
連鎖的可能性―袋田の滝
F-18
ジョン・ヘリョン（JUNG Hye Ryun）
袋田の滝（トンネル） 北緯36度45分54.4秒 東経140度24分16.5秒 / 北緯36.765111度 東経140.404583度

### 全域
何処からの手紙
G-01
飴屋法水
久慈川の河原  北緯36度43分17.1秒 東経140度22分20.9秒 / 北緯36.721417度 東経140.372472度
上小川キャンプ周辺  北緯36度42分57.9秒 東経140度23分01.6秒 / 北緯36.716083度 東経140.383778度
玉川村八田雷神横穴墓群 北緯36度33分47.9秒 東経140度23分23.0秒 / 北緯36.563306度 東経140.389722度
日立駅
日鉱記念館
常陸太田駅駅前のサウナ 北緯36度31分58.0秒 東経140度31分39.6秒 / 北緯36.532778度 東経140.527667度
鯨ヶ丘商店街の旅館「若柳」北緯36度32分21.8秒 東経140度31分28.9秒 / 北緯36.539389度 東経140.524694度
鑑賞者はまず下記の郵便局に手紙を出し、その後、その郵便局から送られてきた手紙に書かれた場所を訪れ、その地の物語を体験する作品。郵便局と手紙の題名は次のとおり。
- 上小川郵便局
  - 『自分を枯らす木』
  - 『ピンクと緑のホワイトプリン』

- 大宮玉川郵便局
  - 『薄くなった神様』

- 日立会瀬郵便局
  - 『崖を降りて見えるもの』
  - 『日立の鉱山 本山跡地』

- 常陸太田下大門郵便局
  - 『駅前のカンタ』
  - 『イヤホーンの中のプロスト』

わたしは人類
G-02
やくしまるえつこ
『わたしは人類』は「KENPOKU ART 2016 茨城県北芸術祭」の公式テーマソングである。芸術祭で運行していたツアーバス車内では彼女のナレーションも流れた。
from here to there
G-03
ラファエル・ローゼンダール（Rafaël ROZENDAAL）
日立シビックセンター
常陸大宮市石沢地区の旧ゲームセンター
常陸太田市役所  北緯36度32分17.8秒 東経140度31分51.3秒 / 北緯36.538278度 東経140.530917度
佐藤悠のKENPOKU SONGS
G-04
佐藤悠
芸術祭作品を素材にして以下の曲を作り、道の駅等のモニタで上映した。
- 『ひとまず ノアズバス』
- 『たかどはまにまたそらがおちてきた』
- 『観瀑AGAIN』
- 『やわらかいくうかん』
- 『ひだひだ たけたけ ほずほずみ』
- 『ポリプラネットミュージック』
- 『りゅっりゅりゅりゅりゅっりゅ 竜神峡』
- 『ジョイセンターの曲』